# Upchurch

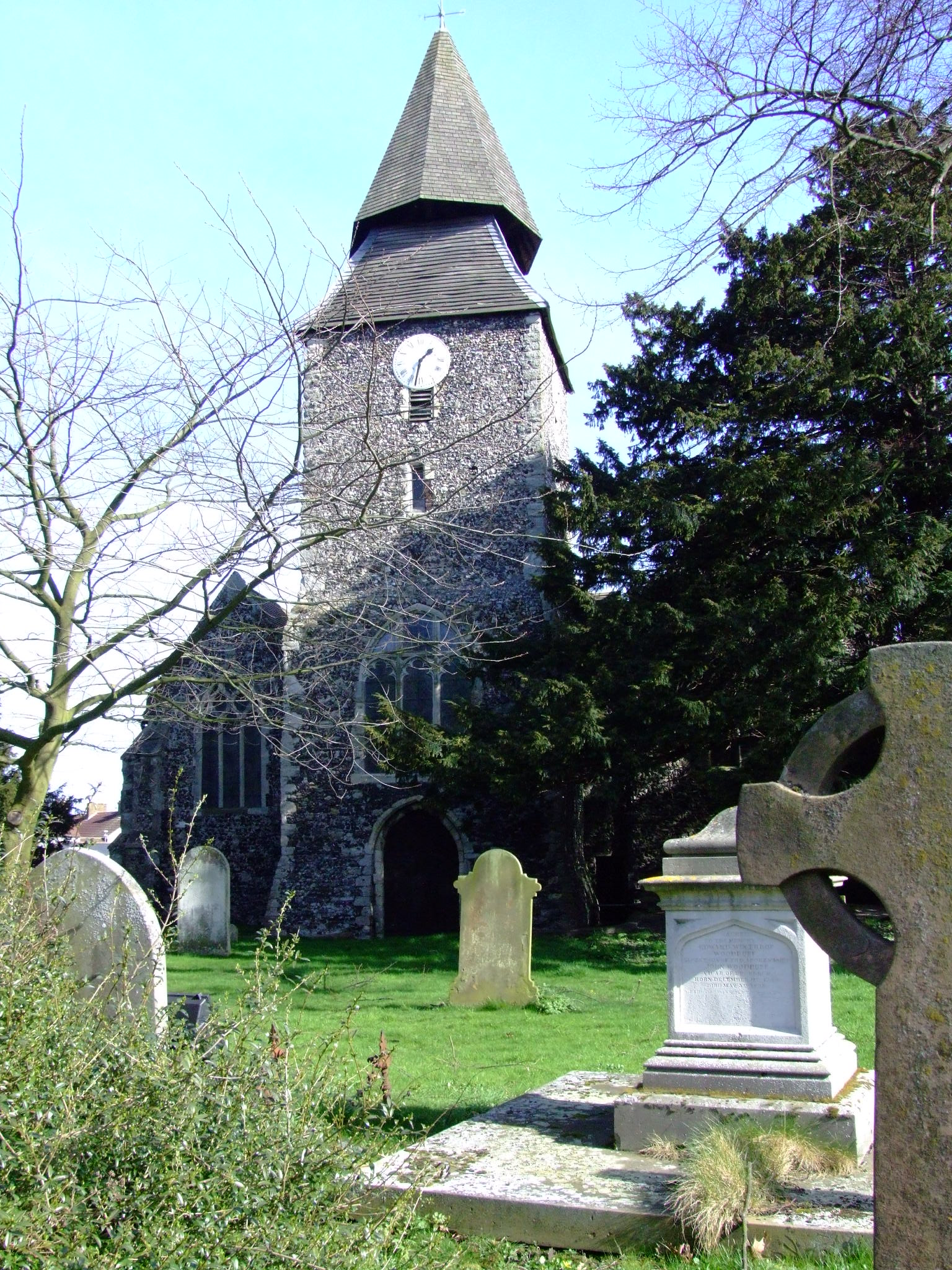
L'église, avec un clocher atypique

Upchurch est un village et une paroisse civile situé dans le district de Swale, dans le Kent, au Royaume-Uni.

## Administration
Elle est jumelée avec la ville française de Ferques.

## Économie et vie locale
Dans le village, il y a un magasin d'alimentation, un marchand de journaux, une friterie locale, un bureau de poste, une quincaillerie et une épicerie. Upchurch a aussi un club de cricket avec une adhésion de 50 joueurs.

## Lieux et monuments
- Église